# Erwin Tragatsch
Erwin Tragatsch (* 20. Februar 1916 in Zwittau (Lány [Vierzighuben]); † 6. Dezember 1984 in Bielefeld) war ein tschechoslowakischer Motorradjournalist und international renommierter Technikhistoriker im Bereich Motorrad. Er war erster Chefredakteur der Automobil- und Motorrad-Chronik und veröffentlichte mehr als 20 Bücher über Motorräder. Sein bekanntestes Werk ist die Motorradenzyklopädie (Alle Motorräder 1894 bis heute), das auch in einer englischen und spanischen Version erschien. Seine Artikel wurden unter anderem in der Zeitschrift Motorrad und Oldtimer Markt veröffentlicht.
Seinen ersten Rennbericht schrieb Tragatsch mit 13 Jahren in der österreichischen Zeitschrift Das Motorrad, mit 16 organisierte er für den Ostböhmischen Motorradklub ein Grasbahnrennen in Pardubitz mit Fahrern aus 12 Nationen und 250.000 Zuschauern. Später sammelte er praktische Erfahrungen auch in Fabriken, so bei Jawa in der Tschechoslowakei, bei Rolls-Royce und den englischen Triumph-Werken, wo er in den fünfziger Jahren tätig war.
Von Tragatsch ist eine Bahnrennmaschine mit J.A.P.-Motor bekannt. Von 1946 bis 1949 baute er in der Tschechoslowakei Bahn- und Straßenrennmaschinen, vorwiegend mit 350- und 500-cm³-Bahnsport-Motoren von JAP.
In einem Manuskript von 1955 The Phantastic Oskar Schindler, das 2018 im Tragatsch-Archiv im Hockenheim-Museum gefunden wurde, berichtet Tragatsch über seine Bekanntschaft mit Oskar Schindler und dessen Motorsport-Karriere.

## Publikationen (Auswahl)
- Alle Motorräder 1894 bis heute. Motorbuch Verlag, Stuttgart, 4. Auflage 1982, ISBN 3-87943-410-7.
- Berühmte Motorräder. 1. Ausgabe, Motorbuch Verlag, Stuttgart 2000, ISBN 3-613-02038-6.
- Motorräder – Deutschland, Österreich, Tschechoslowakei 1894–1971. 2. Auflage. Motorbuch Verlag, Stuttgart 1971.
- Rennmotorräder. Motorbuch Verlag, Stuttgart 1982, ISBN 3-87943-851-X.
- Zeugen der Motorradentwicklung. Motorbuch Verlag, Stuttgart, 2. Auflage 1985. ISBN 3-87943-631-2.
- Die grossen Rennjahre 1919 - 1939. Hallwag, Bern 1973, ISBN 3-444-10103-1. (Betrifft Autorennen.) DNB 730411672
- Das grosse Sport- und Rennwagenbuch. Hallwag, Bern 1968. DNB 458436275
- Das grosse Bugatti Buch. Motorbuch-Verlag, Stuttgart 1967. DNB 458436267
- Le dictionnaire Marabout des voitures de sport et de compétition. (Französische Ausgabe von Das grosse Sport- und Rennwagenbuch.) Gérard, Verviers 1971. 3 Bände. DNB 561059950